# Aleksandr Riss
Aleksandr Iwanowicz Riss (ros. Александр Иванович Рисс; ur. w 1904 r. we wsi Ałtyje Markiet na Krymie w Rosji, zm. ?) – radziecki wojskowy (kapitan), dowódca 2 kompanii, a następnie 667 Wschodniego Batalionu Strzeleckiego podczas II wojny światowej, emigracyjny działacz polityczny.
Był pochodzenia niemieckiego. Służył w Armii Czerwonej, dochodząc do stopnia kapitana. W 1938 r. został aresztowany i uwięziony pod zarzutem współpracy z wywiadem Niemiec. W 1940 r. wypuszczono go na wolność, po czym przywrócono do służby wojskowej. Dowodził batalionem 524 pułku piechoty. Krótko po ataku wojsk niemieckich na ZSRR dobrowolnie przeszedł w lipcu 1941 r. na stronę Niemców. Od sierpnia tego roku służył w Abwehrze jako tłumacz w Abwehrgruppe-301. Przyjął pseudonimy „Romanow” i „Chart”. Po pewnym czasie otrzymał zadania werbunku i szkolenia agentury pochodzącej z południowego brzegu jeziora Ilmen, która następnie była przerzucana na tyły wojsk sowieckich. Uczestniczył też w rozstrzeliwaniach miejscowej ludności. W 1942 r. pomagał w formowaniu 667 Wschodniego Batalionu Strzeleckiego „Szeloń”. Jesienią 1942 r. objął dowództwo 2 kompanii, zaś w kwietniu 1943 r. całego batalionu. Awansował do stopnia majora. Został odznaczony 2 razy Żelaznym Krzyżem i innymi medalami. Po zakończeniu wojny zamieszkał w zachodnich Niemczech. Działał w Narodowym Związku Pracujących (NTS). W 1949 r. wyemigrował do USA, gdzie zmienił nazwisko. Mieszkał w Cleveland.